# شاپرک ساقه‌خوار موز
شاپرک ساقه‌خوار موز (نام علمی: Telchin licus) نام یک گونه از تیره شاپرک‌های پروانه‌ای بزرگ است.